# KinKi Kids Dome F Concert 〜Fun Fan Forever〜
『KinKi Kids Dome F Concert 〜Fun Fan Forever〜』（キンキ キッズ ドーム エフコンサート ファン ファン フォーエヴァー）は、KinKi Kidsの9作目の映像作品、及び7作目のライブビデオ。2003年12月3日発売。発売元は、ジャニーズ・エンタテイメント。

## 概要
2002年年末から行われた冬のドームツアー「KinKi Kids Dome F Concert 〜Fun Fan Forever〜」が好評となり、追加公演となる春のドームツアー「KinKi Kids Dome F Concert 〜Fun Fan Forever・永遠のBLOODS〜」の札幌、名古屋、福岡公演が行われ、本作品ではツアー最終日となる2003年6月8日の福岡ドーム公演の模様が収録されている。この追加公演により、KinKi Kids初の5大ドームツアーとなった。本公演の大阪、東京公演は映像作品として発売を想定しておらず、本格的な映像収録はされていないため、本作品には未収録となっている。
CDデビュー前のKAT-TUNや、ジャニーズJr.のYa-Ya-yah（薮宏太、八乙女光のみ）、A.B.C.、M.A.D.（野田優也、福田悠太、松崎祐介）がバックダンサーとして、FiⅤeがバックバンドとして出演しており、アンコールの最後に紹介されている。またDisc 2に収録されているコンサートMC部分では、KAT-TUNとYa-Ya-yahが出演している。

## 仕様・特典
- 初回購入特典
  - ポストカードセット進呈
- DVD
  - 2枚組
  - Disc 2には「SPECIAL INTAVIEW & BACKSTAGE」と題し、二人のインタビュー、バックステージ、ダブルアンコールの「フラワー」、各会場のMCのダイジェストを収録
- VHS
  - 1本組
  - DVDのDisc 1とDisc 2が1本に収録されているが、DVDのDisc 2の映像はDVDよりも短い時間で収録

## 収録曲

### Disc 1
1. Overture
  - オープニングに放映されていたアニメーションは、緑色にCG加工されており、本作品では未公開となっている。
2. カナシミ ブルー
3. キミは泣いてツヨくなる
4. ハルカナウタ
5. HONEY RIDER
6. 硝子の少年
7. Kissからはじまるミステリー
  - 剛ソロ曲。
8. Funky Party
  - 光一ソロ曲。
9. ライバル
10. Hey! みんな元気かい?
11. HOLD ON I’M COMING
  - サム&デイヴのカバー
12. スッピンGirl
13. 買い物ブギ
  - 笠置シヅ子のカバー
14. たよりにしてまっせ
15. あの娘はSo Fine
16. 心に夢を君には愛を
  - DVD盤は、マルチアングル機能あり。
17. 幻炎（ほのお）
  - 剛ソロ曲。少年隊 「PLAYZONE2000 "THEME PARK"」劇中曲、サウンドトラック『PLAYZONE2000 THEME PARK』収録曲。
18. - so young blues -
  - 剛ソロ曲。
19. 溺愛ロジック
  - 光一ソロ曲。
20. ひらひら
21. 月夜ノ物語
  - 光一ソロ曲。
22. 街
  - 剛ソロ曲。
23. ボクの背中には羽根がある
24. 雨のMelody
25. solitude 〜真実のサヨナラ〜
ENCORE
26. 永遠のBLOODS
  - DVD盤は、マルチアングル機能あり。
27. Rocketman
28. このまま手をつないで

### Disc 2
1. SPECIAL INTAVIEW & BACKSTAGE